# 提比里斯市政廳

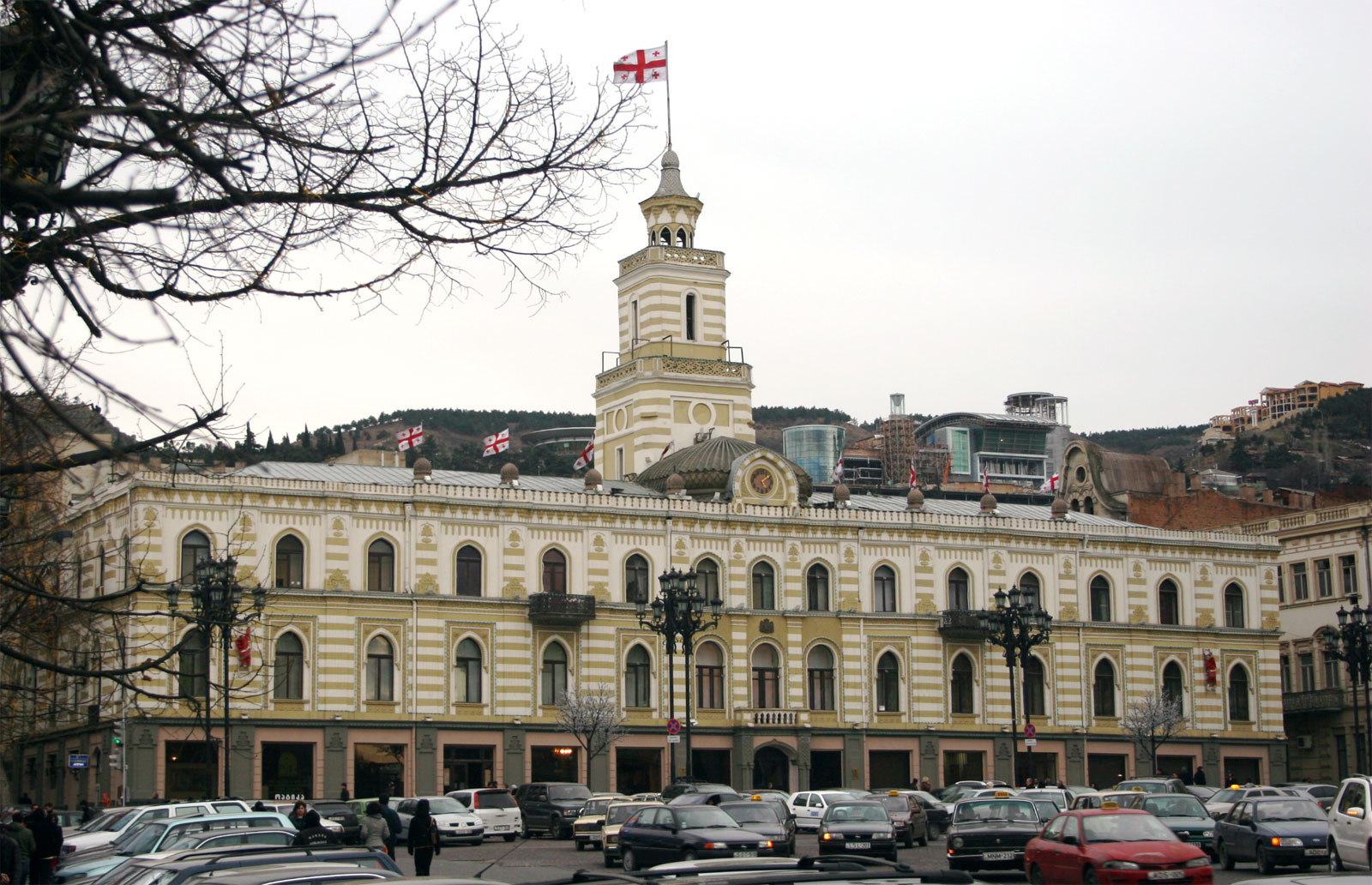

提比里斯市政廳是喬治亞首都提比里斯的一座建築，也是提比里斯市政府的辦公地點。最早的提比里斯市政廳修建於1830年代。現在的提比里斯市政廳修建於1912年。